# Ophiosphaerella agrostidis
Ophiosphaerella agrostidis är en svampart som beskrevs av Dern., M.P.S. Câmara, N.R. O'Neill, Berkum & M.E. Palm 2000. Ophiosphaerella agrostidis ingår i släktet Ophiosphaerella och familjen Phaeosphaeriaceae.   Inga underarter finns listade i Catalogue of Life.